# Kerttu Saalasti
Kerttu Saalasti, född Kallio 21 september 1907 i Nivala, död där 31 januari 1995, var en finländsk jordbrukare och politiker.
Saalasti, som var dotter till republikens president Kyösti Kallio och Kaisa Nivala, blev student 1927, agronomie- och forstkandidat 1935 (Forst är tyska och betyder "odlad skog"), agronom 1936 och verksam som jordbrukare från 1947. Hon var ordförande i Maalaisliiton naiset 1953; viceordförande i Maatalousnaisten keskusk, ordförande i lokalavdelningen i Uleåborgs län från 1952. Hon representerande Agrarförbundet/Centerpartiet i Finlands riksdag 1948–1962 och 1966–1970, var elektor vid presidentvalen 1950 och 1956 samt undervisningsminister 1955–1957. Hon ingick 1936 äktenskap med jordbrukstekniker Teuvo Filip Saalasti (död i lungsjukdom 1947) med vilken hon fick fem barn.

## Utmärkelser
- Kommendörstecknet av Finlands Lejons orden[3]

[Redigera Wikidata]